# Трпін (округ Крупіна)
Трпін (словац. Trpín) — село, громада в окрузі Крупіна, Банськобистрицький край, центральна Словаччина, традиційний регіон Гонт. Кадастрова площа громади — 6,36 км². Населення — 119 осіб (за оцінкою на 31 грудня 2017 р.). Протікає річка Трпинець.
Перша згадка 1135 року.

## Населення
| Рік:            | 1994. | 2004.    | 2014. | 2024.    |
| --------------- | ----- | -------- | ----- | -------- |
| Кількість осіб: | 137   | 118      | 118   | 106      |
| Різниця:        |       | -13,86 % | +0 %  | -10,16 % |

| Рік:            | 2023. | 2024.   |
| --------------- | ----- | ------- |
| Кількість осіб: | 113   | 106     |
| Різниця:        |       | -6,19 % |